# جاي ليون
جاي ليون (بالإنجليزية: Jay Lyon)‏ هو كاتب أغاني وعارض أسترالي، ولد في 14 يونيو 1984 في سيدني في أستراليا.

## وصلات خارجية
- الموقع الرسمي
- جاي ليون على موقع IMDb (الإنجليزية)